# 中国人民解放军第二十五军
中国人民解放军第二十五军，是中国人民解放军曾经的一个军。1952年被撤销。

## 沿革
1941年5月，新四军新编第3支队、无为抗日游击队和皖南事变突围出来的部分部队合编为新四军第七师，师长张鼎丞（未到职），政治委员曾希圣，参谋长李志高，政治部主任何伟，下辖第19旅和挺进团。至1942年底，第7师各部建成巢（湖）无（为）根据地和开辟了含（山）和（县）桐（城）东游击根据地。1943年，第7师兼皖江军区，所属部队编成含和、沿江、皖南、巢湖4个支队和独立团。1943年9月，调新四军第2师第6旅第16团加强第7师。此后，在极其艰苦的条件下，坚持反对日伪军"扫荡"、"蚕食"和反对国民革命军制造摩擦的斗争。抗日战争胜利后，1945年9月，第7师免兼皖江军区。10月，第7师辖第19、第20、第21旅近2万人撤离皖江地区，由师长谭希林、政治委员曾希圣、副政治委员兼政治部主任李步新、参谋长孙仲德率领开赴鲁南，隶属于津浦前线野战军（后改称山东野战军），阻击国民党军沿津浦路北犯，并肃清拒绝投降的日伪军，先后参加临城、枣庄等战斗。
1946年1月，新四军第七师改称山东野战军第七师。6月，解放战争全面爆发后，第7师移师淮北，参加朝阳集、泗县及保卫淮阴等作战。9月，第21旅番号撤销，部队并入第20旅。10月，调整编组，第20旅拆散，补入华中野战军第1、第6师，第7师师部率第19旅与华中野战军第11纵队合并，仍称第7师。1947年2月，山东野战军第七师改编为华东野战军第七纵队。第19、第5旅分别改称第19、第20师，以鲁中军区第4、第6团组建第21师，共2.5万余人。
1949年2月，根据中央军委关于统一全军编制及部队番号的命令，华东野战军第七纵队改称中国人民解放军第二十五军，隶属于第三野战军第八兵团。成钧任军长，黄火星任政治委员，詹化雨任副军长，邓少东任副政治委员兼政治部主任，熊应棠任参谋长。第19师改称第73师，王培臣任师长，萧学林任政治委员；第20师改称第74师，张怀忠任师长，邓清和任政治委员；第21师改称第75师，谢锐任师长，何志远任政治委员，全军共3万余人。
1952年7月20日，中央军委决定第25军军部及第75师师部调归空军，25军3个师并为2个师，9个团并为6个团，75师的223团编入74师。第73师调归第23军，第74师调归第24军。第74师的221团机关、75师的224、225团机关调归江苏军区和福建军区，第25军番号撤销。

## 编制
1952年撤编前，第二十五军下辖：
- 第七十三师
- 第七十四师
- 第七十五师